# Luis Ignatius Peñalver y Cárdenas

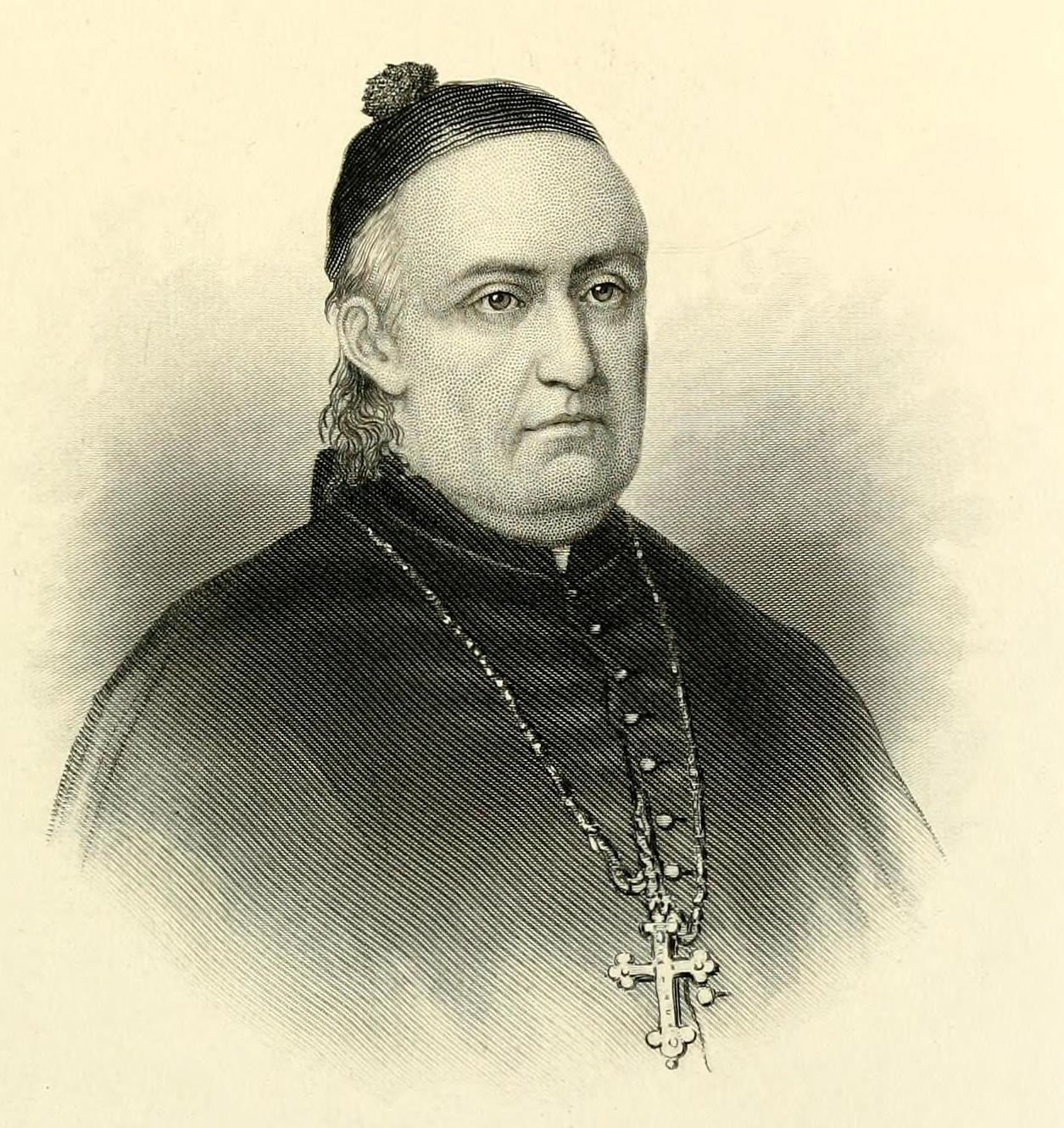
Luis Ignatius Peñalver y Cárdenas

Luis Ignatius Peñalver y Cárdenas (auch Luis Ignacio María Peñalver y Cárdenas; * 3. April 1749 in Havanna, Kuba; † 17. Juli 1810 ebenda) war ein kubanischer römisch-katholischer Geistlicher, erster Bischof von Louisiana und der Zwei Floridas (Saint Louis of New Orleans) sowie Erzbischof von Guatemala.

## Leben
Luis Ignacio Peñalver y Cárdenas stammte aus einer vornehmen und wohlhabenden Familie Havannas, sein Vater Diego Peñalver Calvo war königlicher Schatzmeister der Stadt. Der junge Luis Ignacio besuchte das Jesuitenkolleg Colegio San Ignacio in seiner Geburtsstadt, bevor er ein Studium an der Real y Pontificia Universidad de San Jerónimo de La Habana absolvierte und dieses mit der Promotion in Theologie und kanonischem Recht abschloss.
Am 4. April 1772 empfing er in Havanna durch Santiago José Echeverría y Elguezúa, den Bischof von Santiago de Cuba, das Sakrament der Priesterweihe. Von 1772 bis 1787 versah er pastorale und administrative Aufgaben in der Diözese Santiago de Cuba, von 1773 bis 1787 war er ihr Generalvikar. Als Papst Pius VI. am 10. September 1787 das Bistum San Cristóbal de la Habana errichtete, führte Luis Ignatius Peñalver y Cárdenas seine seelsorgerische und administrative Arbeit in diesem weiter, er war zwischen 1787 und 1793 u. a. Mitvisitator des Bischofs und wiederum Generalvikar.
Am 12. September 1794 wurde Luis Ignatius Peñalver y Cárdenas zum Bischof der am 25. April 1793 durch Papst Pius VI. neu errichteten Diözese Louisiana und der Zwei Floridas (Saint Louis of New Orleans) berufen. Die Bischofsweihe spendete ihm am 26. April 1795 Francisco de la Cuerda, Bischof von San Juan de Puerto Rico; Mitkonsekratoren waren Felipe José de Trespalacios y Verdeja, Bischof von San Cristóbal de la Habana, und Cirilo Antonio de Siena (oder de Barcelona), Weihbischof in Santiago de Cuba mit Sitz in Louisiana. Luis Ignatius Peñalver y Cárdenas erreichte Louisiana am 17. Juli 1795 und nahm am 2. August desselben Jahres das Bistum formell in Besitz. Nachdem er vom spanischen König vorgeschlagen worden war, wurde er am 20. Juli 1801 zum Erzbischof von Guatemala ernannt und erhielt am selben Tag vom Papst das Pallium.
Am 9. Mai 1805 trat Luis Ignatius Peñalver y Cárdenas vom Amt des Erzbischofs zurück, da er sich eine schwere Infektion der Augen zugezogen hatte. Nachdem sein Rücktrittsgesuch angenommen worden war,  wurde er zum Titularbischof von Tricca ernannt und zog sich im März 1806 in seine Heimatstadt Havanna zurück, wo er 1810 starb.